# Repsol
Repsol, S. A. es una multinacional energética y petroquímica española, con sede social en Madrid, que fue fundada en 1987. Entre sus actividades están la exploración, explotación, producción, transporte y refinado de petróleo y gas. Además produce, distribuye y comercializa derivados del petróleo, productos petroquímicos y gas licuado, y vende gas natural. Desde 2018 comercializa también gas y electricidad en el mercado minorista español. En la lista Forbes Global 2000 del año 2020, Repsol fue clasificada como la 645.ª sociedad anónima más grande del mundo.
En su origen la empresa estuvo conformada por la agrupación de una serie de compañías estatales previamente pertenecientes al Instituto Nacional de Hidrocarburos (INH). En 1987 se constituyó el grupo Repsol en el seno del INH como parte de las reformas en el sector público de hidrocarburos que emprendió el gobierno de la época de cara a su liberalización. En el momento de su creación Repsol constituía la principal compañía petrolífera de España. Durante sus primeros tiempos fue una empresa estatal, si bien en la década de 1990 fue pasando progresivamente a manos del capital privado. A partir de ese momento sus actividades se extendieron a otras partes del mundo.
En 2021 fue la empresa que emitió más toneladas equivalentes de CO2 en España con 10,7 Mt. Repsol fue responsable del 0,33% de las emisiones industriales de gases de efecto invernadero a nivel mundial entre 1988 y 2015 y, por lo tanto, uno de los mayores contribuyentes al cambio climático que conlleva riesgos sustanciales «para la salud, los medios de subsistencia, la seguridad alimentaria, el suministro de agua, la seguridad humana y el crecimiento económico aumenten».

## Historia

### Orígenes y creación
Desde comienzos de la década de 1960 el sector petrolífero español había atravesado profundos cambios, con un desarrollo de la industria del refinado. En ese tiempo hubo diversas iniciativas, tanto del Estado como del capital privado. Por parte del Instituto Nacional de Industria (INI) se promocionó la creación de sociedades como Refinería de Petróleos de Escombreras, la Empresa Nacional Calvo Sotelo o la Empresa Nacional de Petróleos de Tarragona. Con ellas se articularon varios complejos petroquímicos repartidos por la geografía española: Escombreras, Puertollano y Tarragona. Las consecuencias de la crisis del petróleo de 1973 llevaron a que el Estado apostase por una política de concentración que llevó al establecimiento de la Empresa Nacional de Petróleos (ENPETROL).
Durante la década de 1980 se produjo una reorganización del sector petrolífero español, en un proceso auspiciado desde el gobierno. En 1981 se constituyó el Instituto Nacional de Hidrocarburos (INH) con el objeto de centralizar la gestión de la actividad pública en materia de hidrocarburos. El INH se constituyó a partir de las participaciones y derechos que el Instituto Nacional de Industria tenía en empresas como CAMPSA, ENPETROL, ENIEPSA, ENAGAS, PETROLIBER, Hispanoil o Butano. De cara al ingreso de España en la Comunidad Económica Europea, previsto para 1986, el INH debía acometer una serie de reformas en el sector público de hidrocarburos para adaptarlo a su funcionamiento dentro de un mercado no regulado. Durante los siguientes años se emprendió una política de reorganización y racionalización empresarial que llevaría a la fusión de varias sociedades del INH, como fue el caso de ENPETROL y PETROLIBER; esta última operaba desde 1964 la refinería de La Coruña.
En 1987 se creó el grupo Repsol en el seno del INH, constituyendo «la principal consecuencia de la reordenación del sector petrolero español». El presidente del INH, Óscar Fanjul, asumió la presidencia de la nueva empresa. Repsol quedó estructurada en cinco divisiones internas: Repsol Exploración (antigua Hispanoil), Repsol Petróleo (antigua Enpetrol), Repsol Butano (antigua Butano), Repsol Química (antigua Alcudia) y CAMPSA. Originalmente Repsol Química constituía una filial de Repsol Petróleo, si bien desde 1988 adquirió entidad propia al igual que el resto de divisiones de negocio. CAMPSA era formalmente una empresa independiente, si bien se encontraba controlada en un 60,8% por Repsol. El nuevo grupo empresarial tenía presencia más allá de España, en países como Portugal, Italia, etc.

### Nombre de la compañía

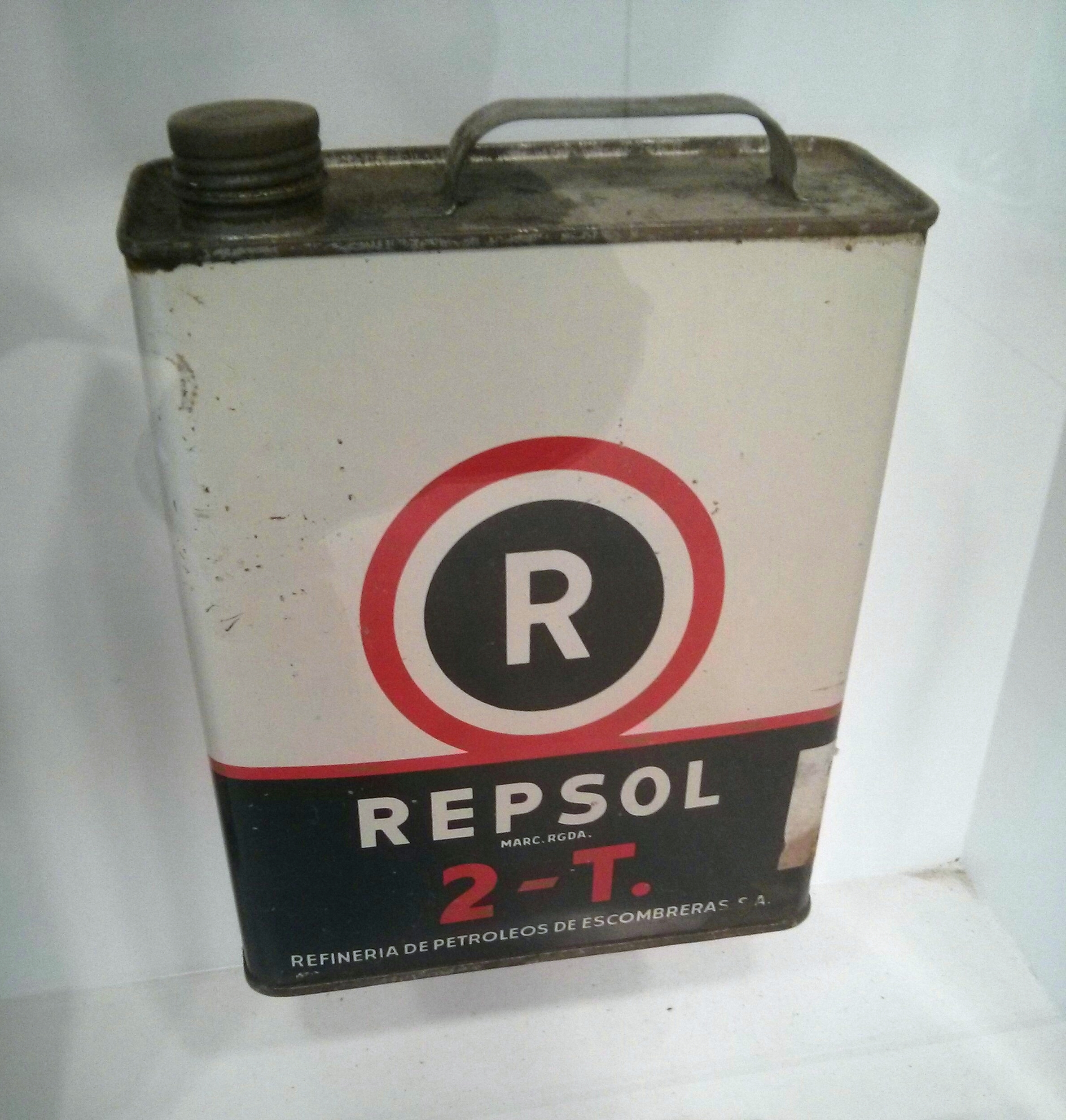
Lata de lubricante «Repsol», producido por REPESA en las instalaciones de Escombreras.

En 1968 aparece por primera vez el logotipo de Repsol, originalmente referido a un lubricante de motor. Su nombre deriva del de la empresa fundadora, Refinería de Petróleos de Escombreras (REPESA), por su notoriedad y fácil pronunciación en diferentes idiomas. En la década de 1980, ante la inminente desaparición del monopolio estatal de petróleos, el INH se fijó el objetivo de crear una empresa de capital mixto público-privado, que explotase los activos petroleros del Estado. A la hora de buscarle nombre se realizó una encuesta a nivel de calle y las dos únicas palabras que la gente reconoció y asoció con el mundo del petróleo fueron CAMPSA (distintivo del antiguo monopolio) y Repsol, de modo que se eligió esta última para dar nombre a la nueva sociedad:

Se buscó un nombre corto, redondo, sonoro y pegadizo. Como tantos términos del idioma que hunden su raíz en el latín, aquí se utilizaron las primeras letras de una pequeña empresa de lubricantes (Repesa), y se completó el término con el astro que identifica a España en las culturas del norte. Repsol es uno de los pocos nombres de empresas que no obedece a unas siglas o a esa obsesión castiza por juntar las letras de horrorosos apellidos. Y ese fue el primer acierto.

Tras su creación se impulsó una intensa campaña de publicidad que hizo de Repsol una de las empresas más conocidas de España.

### Primeros años y privatización
En 1989 el Estado, a través del INH, inició la privatización de Repsol con una OPV del 26 % del capital de Repsol. Las acciones de la empresa pasaron a cotizarse en las bolsas de España y en la de Nueva York. Dentro de este proceso, a finales de 1989 el INH y Repsol suscribieron un acuerdo estratégico con la empresa Petróleos Mexicanos (PEMEX) mediante el cual esta se hizo con un 2,9% del accionariado de Repsol. Al mismo tiempo, Repsol adquirió el 34,3% de las acciones que PEMEX poseía en la sociedad Petronor, que controlaba la refinería de Somorrostro. En 1991 se constituyó la empresa Gas Natural, en cuya creación participó Repsol aportando los activos de distribución de gas canalizado que poseía. En 1993 el monopolio estatal de petróleos finalizó y la CAMPSA quedó extinguida, dividiéndose sus activos comerciales entre las empresas petroleras en función de su cuota de mercado. «Campsa» pasaría a convertirse en una marca de Repsol.
En 1995 el INH fue disuelto, asumiendo la Sociedad Estatal de Participaciones Industriales (SEPI) la participación estatal en Repsol. Para entonces la presencia del Estado en el accionariado de la empresa había dejado de ser mayoritaria, situándose esta en un 40,4%. Entre 1995 y 1997 se celebraron tres nuevas OPV que llevaron a la completa privatización de la empresa. En 1997 el Estado vendió el 10% restante de su participación en Repsol. Este proceso supuso la entrada en el accionariado de Repsol de actores como La Caixa Holding, Pemex, Sacyr Vallehermoso o Mutua Madrileña. Contando con una sólida situación financiera, la empresa inició una etapa de expansión que le llevó a controlar la mayor parte de Petronor ―que pasó a convertirse en su filial― y a entrar en mercados lejanos. En 1998, Repsol empezó a estudiar la posibilidad de acudir a la privatización de la empresa argentina YPF. Finalmente, en 1999 Repsol adquirió el 97,81 % de YPF por más de 15 000 millones de dólares y pasó a ser conocida como Repsol-YPF, constituyendo una empresa multinacional integrada de petróleo y gas natural. De este modo se convirtió en una de las mayores petroleras privadas del mundo, con operaciones en más de treinta países (empleando a más de 37 000 personas), pasando a ser también la mayor compañía privada energética en Argentina, en término de activos.

### Expropiación de YPF

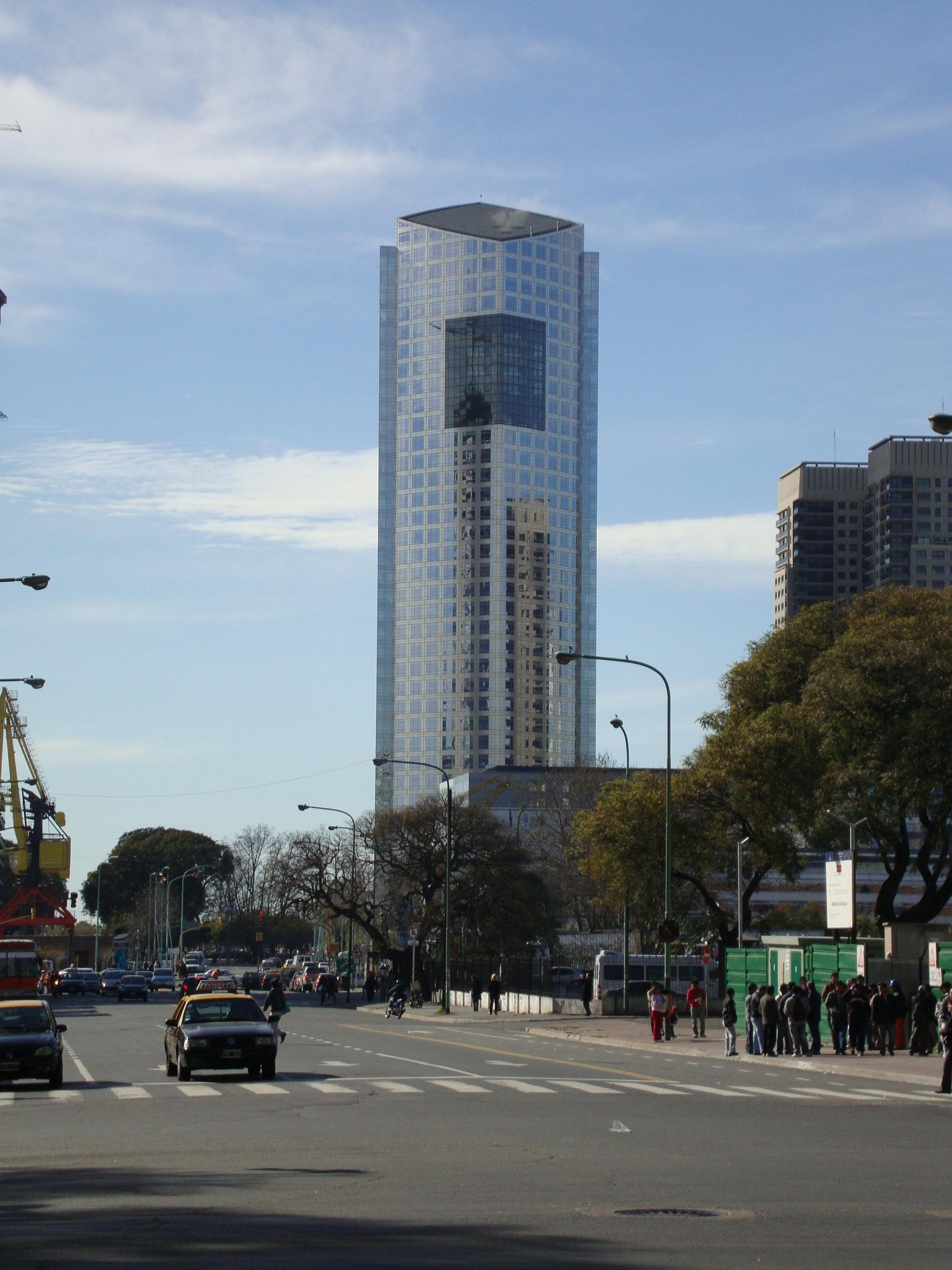
Torre YPF en Buenos Aires.

El 16 de abril de 2012, la presidenta Cristina Fernández de Kirchner presentó un proyecto de ley para que el Estado argentino expropiase sin indemnización la propiedad de YPF, declarando el 51 % del patrimonio de YPF de utilidad pública y sujeto a expropiación. De ese 51 % expropiado, un 49% iría a las provincias y el 51 % restante al Estado Nacional. La presidenta argentina justificó la decisión al considerar que la empresa mantenía una insuficiente inversión y una escasa producción; lo que hizo que en el 2011, por primera vez desde que se privatizó la empresa en los años 90, Argentina tuviera que importar más gas y petróleo que el que produjo. Según algunos medios, podría tratarse de una medida anticonstitucional ya que el artículo 17 de la Carta Magna argentina señala que la expropiación por utilidad pública “debe ser calificada por Ley y previamente indemnizada”. Repsol se defendió argumentando que desde la compra de YPF en 1999 hasta 2011 invirtió más de 20 000 millones de dólares estadounidenses en YPF, y duplicó el número de contrataciones fijas hasta superar los 16 000 empleados. Las inversiones anuales de YPF, durante la gestión de Repsol, fueron muy superiores a las de muchos otros operadores del país, según informes de la consultora Deloitte & Co.
Sin embargo, fue acusada de incumplir sus compromisos de inversión en la industria petrolera argentina y de priorizar el reparto de beneficios entre sus accionistas y hacia el exterior, generando así un aporte ínfimo al desarrollo de la industria argentina de los hidrocarburos. Por otra parte, se ha publicado que Repsol negociaba a espaldas del Gobierno argentino la venta de YPF a la petrolera china Sinopec, operación que habría sido abortada con la nacionalización. Repsol firmó un acuerdo para la venta del 25% de YPF сοn el Grupo Petersen, propiedad de Enrique Eskenazi, un banquero cercano al expresidente argentino Néstor Kirchner, reparto que apoyó Repsol dada la situación por la que atravesaba causada por la crisis de 2008.
Repsol anunció que llevaría a cabo las acciones legales necesarias para "preservar el valor de todos sus activos y los intereses de todos sus accionistas", aludiendo al tratado de protección de inversiones firmado por España y Argentina en la década de 1990. Entre las medidas anunciadas se citaba una demanda contra el Estado argentino ante el Centro Internacional de Arreglo de Diferencias Relativas a Inversiones.
Repsol criticó la medida, calificándola de discriminatoria, al ser el único accionista de YPF sujeto a la expropiación, cuando Néstor Kirchner (por entonces gobernador de Santa Cruz) vendió las acciones de su provincia al grupo español, obteniendo $600 millones en ella y los elogios de la presidenta de Argentina cuando felicitaba a Repsol por aumentar la producción dando excelentes resultados.
La expropiación se produjo tras del descubrimiento de Vaca Muerta, el mayor hallazgo de petróleo y gas no convencional de Argentina. La expropiación impactó en Repsol, perdiendo peso en el Ibex 35, al perder activos valorados entre 400 y 600 millones de euros y recibió bajas en las calificaciones de las agencias Moody's y Fitch.
El Gobierno de España buscó apoyo extranjero para contrarrestar la nacionalización, pero si bien la UE y EE. UU. hicieron saber su posición, la UE rechazó el plan de excluir a Argentina de los negocios con el Mercosur y el G-20 no dio espacio para tratar el tema. En Latinoamérica respaldaron a Repsol los gobiernos de México, Guatemala, y Perú. Por su parte, los gobiernos de Brasil, Venezuela, Uruguay, Chile y Bolivia expresaron su apoyo a la decisión del Gobierno argentino afirmando que se trataba de una decisión soberana de ese país. El 19 de abril también el presidente de Nicaragua, Daniel Ortega, expresó la solidaridad de su país con Argentina respecto de la expropiación de YPF. En general, los gobiernos y partidos derechistas se posicionaron a favor de Repsol, mientras que los gobiernos de izquierdas se posicionaron a favor de la nacionalización.

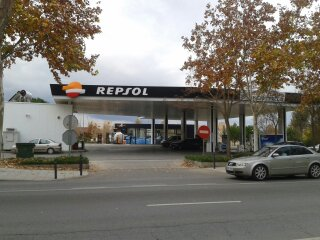
Gasolinera de Repsol en Ciudad Real.

El Gobierno español del PP y el principal partido de la oposición, PSOE, mostraron su apoyo a Repsol. Por su parte, la izquierda española mostró su respeto por la decisión del Gobierno argentino, advirtiendo que la nacionalización afectaba a un privado y no al Gobierno de España.
El FMI se mostró contrario a la nacionalización de YPF, afirmando que la expropiación previa de YPF "no es favorable para la inversión y el crecimiento". Asimismo, consideró la expropiación una "decisión soberana de Argentina" y negó que haya una ola de expropiaciones en América Latina. El G-77 más China apoyó a la Argentina y destacó la recuperación de la soberanía de los recursos naturales. Debido al escaso respaldo internacional al gobierno español, Repsol amenazó con tomar medidas legales contra compañías como Exxon o Chevron si decidían invertir en YPF.

### Etapa reciente
- 2014 En diciembre Repsol anunció la compra de la canadiense Talismán por 10.460 millones de euros.[48]
- 2015 En septiembre, Repsol sale del índice Euro Stoxx 50.[49]

## Negocios

### Exploración y producción

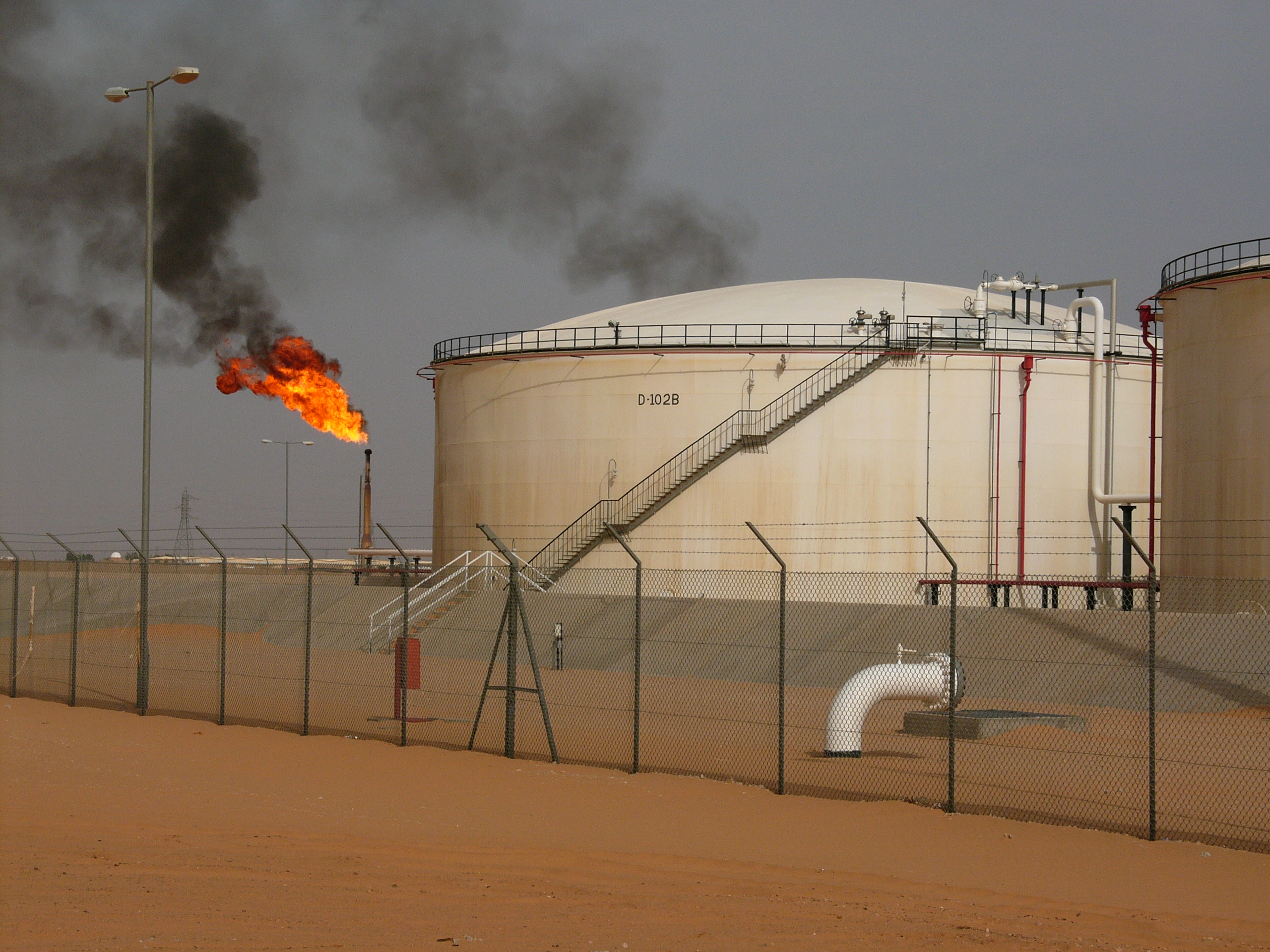
Yacimiento petrolífero El Saharara, operado por Repsol en Libia.

Las actividades de exploración y producción de petróleo y gas natural, están a cargo de Repsol Exploración, S. A. y sus múltiples filiales. Actúa en los siguientes países: España, Argelia, Libia, Marruecos, Mauritania, Sierra Leona, Liberia, Angola, Trinidad y Tobago, Estados Unidos, Colombia, Ecuador, Venezuela, Cuba, Perú, Bolivia, Brasil, Guyana y México. La producción media del año 2014 alcanzó los 354.500 barriles equivalentes de petróleo al día, un incremento del 2,5 % respecto a la de 2013 (346 000 barriles equivalentes de petróleo al día).

### Refino y mercadeo

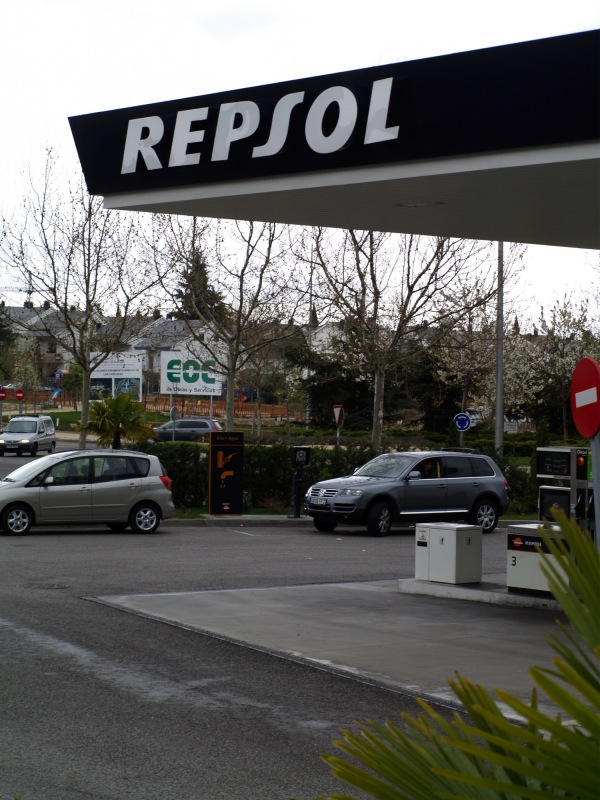
Estación de Repsol en Madrid.

La actividad de refinamiento consiste en el suministro y comercio de crudos y productos, el refino del petróleo, la comercialización de productos petrolíferos, la distribución y comercialización de gas licuado de petróleo (GLP), la producción y comercialización de productos químicos y el desarrollo de nuevas energías.
El grupo opera con seis refinerías, cinco de ellas en España —Escombreras, La Coruña, Musques, Puertollano y Tarragona—, con una capacidad de destilación combinada de 896. 000 barriles de petróleo al día, y una en Perú (La Pampilla) en la que Repsol tiene una participación del 51,03 % y es el operador, con una capacidad de 102.000 barriles de petróleo al día. La capacidad de destilación total, por lo tanto, es de 998. 000 barriles de petróleo/día y la tasa de utilización de las unidades de conversión de su sistema de refino del 99 %, gracias a la ampliación de las refinerías de Cartagena (Murcia) y de Petronor de Musques (Vizcaya).
La comercialización de sus productos está a cargo de las marcas Repsol, Campsa y Petronor, ello a través de una amplia red de más de 6.900 puntos de venta, de los cuales más de 6.500 son estaciones de servicio, distribuidos en Europa y Latinoamérica. Repsol es así mismo una de las principales compañías de distribución minorista de GLP, envasado y a granel, a nivel mundial y es la primera en España y Latinoamérica, a través de Repsol Butano y Repsol Gas. Sus ventas totales en 2007 fueron de unos 2,8 millones de toneladas, repartidas principalmente entre España, Portugal, Argentina, Chile, Perú, Bolivia, Ecuador, Trinidad y Tobago.

### Química
Las actividades de producción y márquetin de productos químicos de Repsol, están a cargo de Repsol Química, S. A. y consisten en la producción de derivados petroquímicos, entre ellos: benceno, estireno y sus derivados, polipropileno, zeolitas, etc. Y se llevan a cabo, fundamentalmente, en tres complejos industriales, dos de ellos ubicados en España (Puertollano y Tarragona) y uno en Portugal (Sines). Los mercados más importantes de estos productos son el sur de Europa y los países del Mercosur.

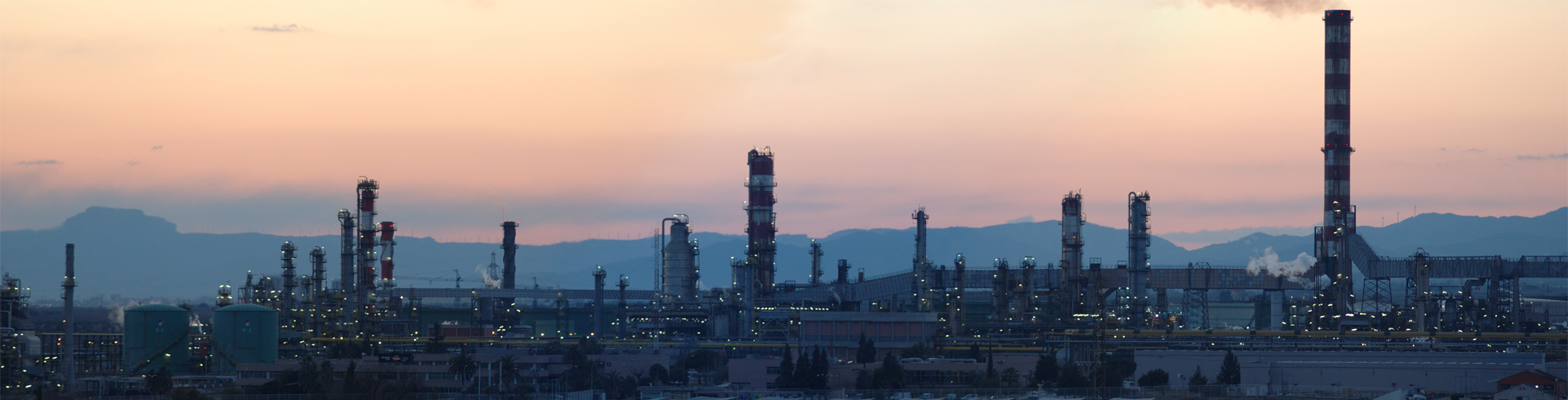
Refinería del Complejo Industrial de Repsol en la Pobla de Mafumet, Tarragona

### Gas y electricidad

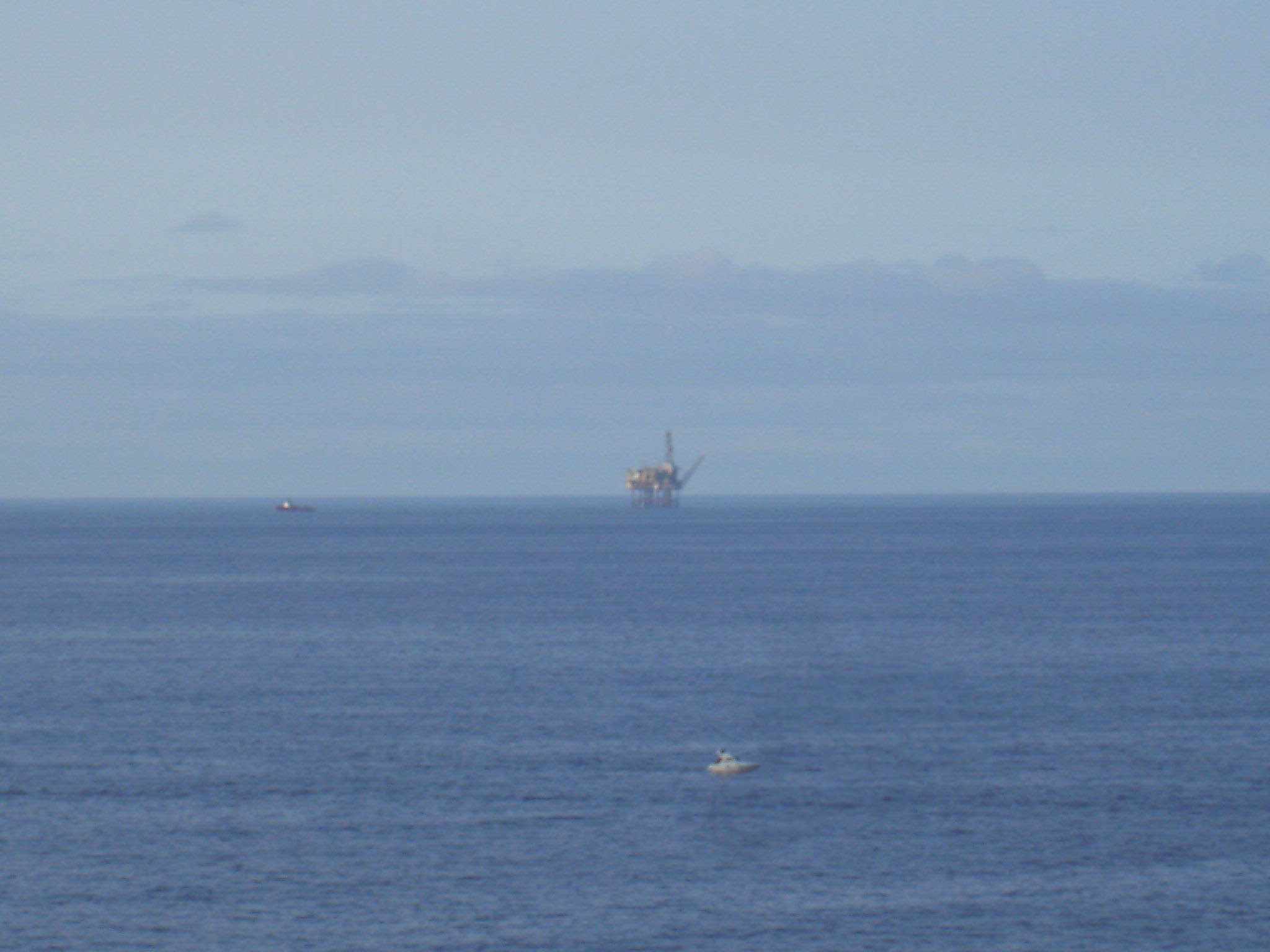
Plataforma de gas La Gaviota en Bermeo (Vizcaya) España, propiedad de Repsol hasta 2010

Durante el año 2007 las ventas totales de gas natural —realizadas a través de Gas Natural SDG, entonces participada por Repsol— fueron de 36,41 bcm (miles de millones de m³) de las que 22,15 bcm correspondieron al mercado español, en donde el número de sus clientes ascendía a 5,7 millones. Las ventas en Latinoamérica fueron de 9,92 bcm, repartidos entre 5,1 millones de clientes.
La actividad de generación de electricidad produjo unos 16 975 GWh, entre cogeneración, ciclos combinados y aerogeneradores. Repsol opera un total de 6.373 megavatios (MW) de potencia instalada de generación de electricidad, repartidos entre España (3.600 MW), Puerto Rico (540 MW) y México (2.233 MW).
En junio de 2018, la compañía dio un giro en su estrategia de generación con la compra de activos a Viesgo que incluían dos centrales de ciclo combinado: la central térmica de Escatrón y la central térmica Bahía de Algeciras, además de varias centrales hidroeléctricas. En la misma línea, a finales de 2018 la compañía firmó un contrato de compraventa de energía a largo plazo (PPA por sus siglas en inglés) con la empresa de desarrollo fotovoltaico Solaria Energía y Medio Ambiente por un volumen agregado de 1,4 TWh de energía eléctrica que será entregada por plantas solares fotovoltaicas con una potencia instalada de 102 MW.

### AESA
AESA es una empresa Argentina perteneciente al grupo Repsol dedicada a ingeniería, construcciones y servicios que integra las actividades de ingeniería, fabricación, construcción, operación y mantenimiento de plantas y yacimientos; dirigida principalmente a los sectores del petróleo, el gas y la petroquímica.

## Críticas y controversias

### Acciones en América del Sur

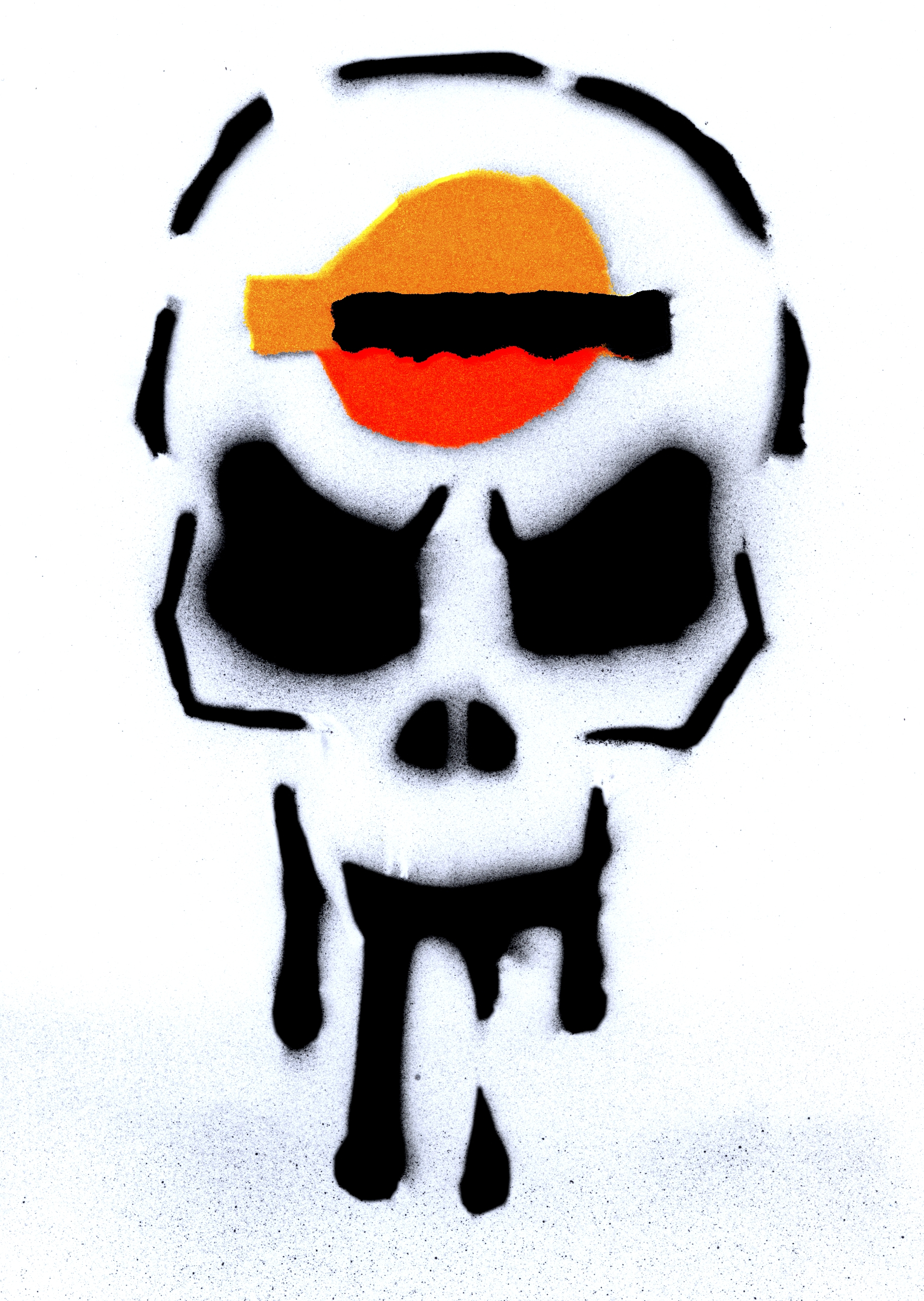
Calavera manchada de petróleo con el logo ligeramente modificado de Repsol. Símbolo utilizado en protestas contra la compañía.

Repsol ha sido criticada por la organización Survival International, por sus actividades de exploración petrolífera en territorio de indígenas no contactados en Perú. Como estos pueblos indígenas no tienen ninguna inmunidad contra las enfermedades de los foráneos cualquier contacto puede resultar mortal para ellos.
La industria de hidrocarburos es, además, particularmente dañina para el medio natural, del que los pueblos indígenas aislados dependen por completo para sobrevivir. Por este motivo, la compañía cuenta con una normativa que formaliza su compromiso por respetar los derechos de los pueblos indígenas.
La normativa establece los principios de actuación de Repsol en las relaciones con esta comunidad y reconoce formalmente los derechos de las comunidades indígenas en su política de relaciones con las comunidades.

### Derrame de petróleo en Perú
El 15 de enero de 2022 se registró un derrame de petróleo por una embarcación de Repsol que afectó a la costa del distrito de Ventanilla, extendiéndose rápidamente a otras zonas de la costa peruana. La empresa manifestó que el incidente se produjo después de que una serie de olas producidas por la erupción volcánica en Tonga golpearan el buque que descargaba petróleo crudo en la Refinería la Pampilla. Según el último reporte, se calcula que fueron derramados más de 11900 barriles. Actualmente el caso se encuentra aún bajo investigación, estando personal contratado, de la compañía y voluntarios realizando trabajos de limpieza y rescate de la fauna en las zonas afectadas.
En septiembre de 2023 se realizaron protestas en el Estadio Nacional del Perú, luego que la selección nacional de fútbol incluyera a Repsol como auspiciador.
De acuerdo con el Organismo de Evaluación y Fiscalización Ambiental, Repsol acumuló en 2025 la cifra de 25 millones de soles en multas tras el caso de la Refinería la Pampilla.

### Actividad en Asia central
El libro de Gervasio Sánchez también describe las relaciones del gobierno español con Repsol, criticando el viaje de julio de 2009 del ministro de asuntos exteriores español Miguel Ángel Moratinos y el presidente de Repsol, Antonio Brufau a la República de Kazajistán a la toma de posesión de Nursultan Nazarbayev.
El objetivo del viaje de Moratinos fue reforzar las relaciones con el país con las mayores reservas de hidrocarburos del mar Caspio y negociar un acuerdo de cooperación técnica y científica. El viaje se completó en Uzbekistán, con un régimen también criticado por las asociaciones de derechos humanos, y Turkmenistán, regido también por un gobierno dictatorial.

### Autopromoción en Wikipedia
Según la investigación realizada por el periódico español Expansión: "Personal de la agencia de comunicación Llorente y Cuenca, que tiene a Repsol entre sus clientes, ha modificado la información sobre la nacionalización de YPF, calificándola de «expropiación» y de medida «inconstitucional», y eliminando referencias al apoyo de algunos sectores de la izquierda española a esa decisión."

### Sondeos en las Islas Canarias
En el año 2000, Repsol optó a la concesión pública de investigación de dominio minero en la zona del archipiélago canario, regulada por el real decreto 2362/1976 y la ley de hidrocarburos 34/1988, y en enero de 2002 obtuvo el permiso tras presentar un proyecto que cumplía con todos los requisitos exigidos y ofrecía la mayor inversión.
Repsol anunció en el año 2013 que empezaría a realizar sondeos para buscar petróleo en aguas cercanas al Archipiélago Canario. El anuncio generó un debate en la población de Canarias por los riesgos que pudiera conllevar la realización de tales sondeos. El Gobierno de España aprobó los sondeos, movilizando aún más a la oposición.
Varias plataformas y ONG (WWF, Greenpeace, etc.) se sumaron a esta oposición, recogiendo firmas por todo el archipiélago. Esta movilización la apoyaron muchas más organizaciones en todo el mundo. Se mencionaban la protección de una zona de especial importancia medioambiental, los estándares de seguridad empleados y supuestos errores de cálculo en los efectos de la contaminación acústica, consiguiendo que la Comisión Europea se interesara por el asunto.
Ante esta movilización, Repsol puso en marcha un plan publicitario en favor de las prospecciones dirigido a la población canaria. Entre los argumentos que esgrimieron están, por ejemplo, la «lejanía» del lugar donde realiza las operaciones el barco dedicado a las prospecciones, la necesidad de aprovechar los recursos naturales ya que Marruecos está haciendo lo mismo o el desarrollo de una web corporativa para difundir las características de las prospecciones.
El Gobierno de Canarias planteó una consulta para poder parar las prospecciones petrolíferas. La consulta se paralizó para estudiar su legalidad por el Tribunal Constitucional, decisión que ha sido recurrida. La fecha inicial de la consulta era el 23 de noviembre de 2014, pero por ahora se encuentra paralizada. En su lugar, diversas asociaciones y colectivos convocaron una consulta ciudadana simbólica para la misma fecha.
El día 15 de noviembre, fecha de inicio de las operaciones, el barco Arctic Sunrise —de la organización Greenpeace— se mantenía ocupando la zona de exclusión de navegación marítima que las autoridades habían establecido para garantizar la seguridad de la operación. Tras realizar diferentes advertencias de las que los activistas hicieron caso omiso, la Armada Española intervino y en las maniobras de disuasión una activista resultó herida de consideración aunque esta fue rescatada por los militares llevada a un hospital. Posteriormente, a su llegada al puerto de Arrecife (Las Palmas) España, el barco de la organización ecologista fue retenido tras la apertura de un procedimiento sancionador a su capitán por una presunta infracción contra la ordenación del tráfico marítimo, hechos tipificados como infracción muy grave en el artículo 308 de la Ley de Puertos del Estado y de la Marina Mercante.
El día 11 de enero de 2015 alcanzan la profundidad de 3.093 metros completando la recolección de datos, los cuales arrojaron como resultado el hallazgo de petróleo y gas en la cuenca, pero sin que estos cumplan con la calidad y volumen adecuado para su explotación, dando fin a los sondeos realizados en Canarias.

## Estados financieros y estructura económica

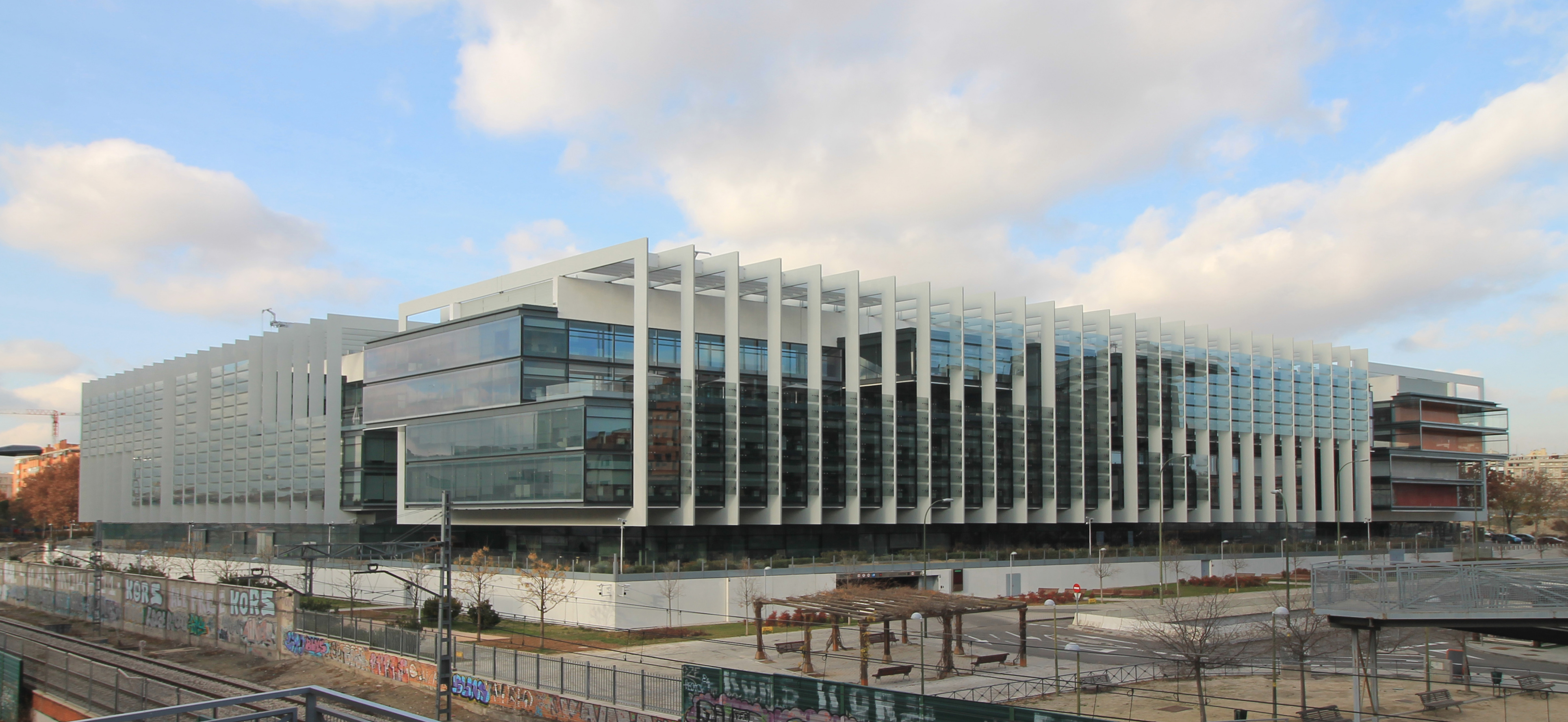
Campus Repsol en Madrid, sede de la compañía inaugurada en 2013.

### Magnitudes Financieras Consolidadas
Al 31 de diciembre de 2013 en miles de millones de euros:
- Resultado de las Operaciones: 1517
- Beneficio Neto: 195
- EBITDA: 6236
- Ingresos de las operaciones: 59 728
- Inversiones totales: 3500
- Deuda neta: 9655

### Magnitudes Operativas
Para el año 2014:
- Producción de hidrocarburos (miles de bep al día): 355 000
- Ventas de productos petrolíferos: 43 586
- Ventas de GLP (miles de toneladas): 2506
- Ventas de productos petroquímicos (miles de toneladas): 2661
- Ventas de gas natural (miles de millones de m³): 191 189 GWh suministrados en el mercado español.

## Accionariado
El capital social suscrito a enero de 2015 está representado por 1.374.694.217 acciones de 1 € de valor nominal cada una, totalmente suscritas y desembolsadas y admitidas en su totalidad a cotización oficial en el mercado continuo de las bolsas de valores españolas (Madrid, Barcelona, Bilbao y Valencia) y en la Bolsa de comercio de Buenos Aires. En el mercado de OTCQX de Estados Unidos, cotiza el programa de American Depositary Share (ADS).  Repsol está incluida en varios índices de referencia, entre ellos el IBEX 35, principal referencia del mercado español.
A finales de 2007, el Grupo Petersen, propiedad del empresario argentino Enrique Eskenazi, firmó un acuerdo con Repsol por el que se comprometió a tomar hasta un 25 % del capital de YPF en dos fases. Eskenazi adquirió en febrero de 2008 el 14,9 % de la filial argentina de Repsol (YPF). La opción de comprar el porcentaje restante (10,1 %) quedó sin efecto tras la expropiación de YPF en 2012.
En noviembre de 2008, la empresa rusa de petróleos Lukoil se interesó en la adquisición de una participación del 30 % de Repsol, mediante la compra de paquetes de Sacyr, de Criteria, de Mutua Madrileña y de Caixa Cataluña. Esta hipotética operación y sus posibles consecuencias, fueron objeto de una fuerte controversia de contenidos políticos, financieros y estratégicos que condicionaron la transacción que, finalmente, no se llevó a cabo.

### Accionistas principales
Cuenta como accionistas principales:
| Sociedad        | Participación |
| --------------- | ------------- |
| Sacyr           | 8,2%          |
| JP Morgan Chase | 6,855%        |
| BlackRock       | 4,998%        |
| Amundi          | 4,5%          |

### Filiales
| Sociedad                                         | Participación |
| ------------------------------------------------ | ------------- |
| Repsol Sinopec Brasil                            | 60%           |
| Petronor                                         | 85,98%        |
| Dynasol                                          | 50,00%        |
| Repsol Comercial de Productos Petrolíferos, S.A. | 100,00%       |
| Solred, S.A.                                     | 100,00%       |
| Viesgo, S.A.                                     | 100,00%       |
| Repsol Comercializadora de Gas, S.A.             | 100,00%       |
| Repsol Exploración Perú, S.A.                    | 100,00%       |

### Consejo de administración

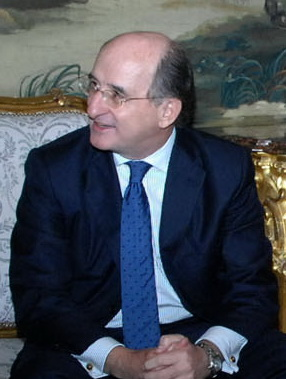
Antonio Brufau, presidente de Repsol.

| Cargo                | Denominación                       |
| -------------------- | ---------------------------------- |
| Presidente           | Antonio Brufau Niubo               |
| Vicepresidente       | Gonzalo Gortázar Rotaeche          |
| Vicepresidente       | Manuel Manrique Cecilia            |
| Consejero Delegado   | Josu Jon Imaz San Miguel           |
| Consejero            | Ángel Durández Adeva               |
| Consejero            | Artur Carulla Font                 |
| Consejero            | Luis Carlos Croissier Batista      |
| Consejero            | Gonzalo Gortázar Rotaeche          |
| Consejero            | Javier Echenique Landiribar        |
| Consejero            | Mario Fernández Pelaz              |
| Consejero            | Isabel Gabarró Miquel              |
| Consejero            | José Manuel Loureda Mantiñán       |
| Consejero            | Henri Philippe Reichstul Reichstul |
| Consejero            | René Dahan                         |
| Consejero            | J. Robinson West                   |
| Secretario Consejero | Luis Suárez de Lezo Mantilla       |

### Antiguos presidentes
En octubre de 2004 fue nombrado presidente de la compañía Antonio Brufau, antiguo presidente de Gas Natural, tras la dimisión de Alfonso Cortina.

## Otros datos

### Premios y reconocimientos

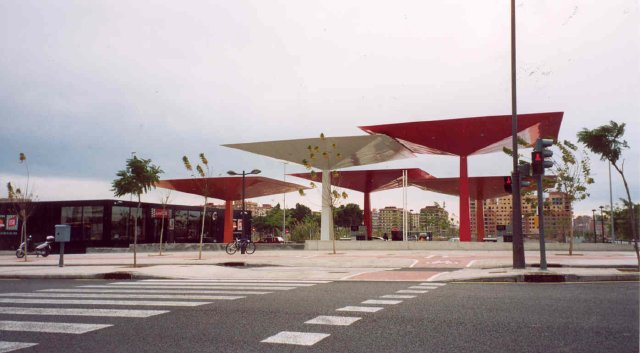
Estación de servicio en Valencia según el diseño de Norman Foster.

- La Environmental Investment Organisation[74] premió a Repsol con el premio de 2010 a los líderes en la verificación y contabilización de emisiones de carbono, en reconocimiento a la información facilitada por la compañía sobre la verificación y contabilización de sus emisiones de gases de efecto invernadero.[75][76]

- En 2009 fue galardonada por la Asociación Española de Contabilidad y Administración de Empresas(AECA)[77]  como empresa española con mejor información financiera en Internet.
- Repsol recibió en 2009 el premio a la mejor tecnología comercial del año[78] otorgado por Platts. La agencia internacional especializada en noticias del sector energético reconoció con este galardón en proyecto Caleidoscopio para la exploración de hidrocarburos.
- En 2008 la revista internacional Petroleum Economist[79] reconoció los resultados de Repsol en exploración y diversificación de sus negocios con el galardón Compañía Energética del Año.[80]
- Repsol recibió el VIII Premio de la Fundación Empresa y Sociedad[81] en la modalidad Discapacidad por trabajar de manera activa en la integración de personas con capacidades diferentes desde 2005.
- La Cámara de Comercio de Canadá ha reconocido la apuesta de la compañía por este país otorgándole el premio de empresa del año.[82]
- En 2010 la Cámara Española de Comercio de la República Argentina ha otorgado el premio al mejor empresario de 2010 por los excelentes resultados que ha conseguido la petrolera en este país.[83]

### Patrocinios
El patrocinio de Repsol con fines publicitarios en el área deportiva se centra, fundamentalmente, en el mundo del motor, tanto en el de los coches (GP2, Rally Dakar), como en el de las motos (Campeonato Mundial de Motociclismo, Campeonato Mundial de Trial) y, también en el equipo Arrows en el año 1999 y solo Repsol en el mismo equipo en el año 2000 pero con motorización Supertec en colaboración con YPF de Argentina. 
En los años 70 apoyaron a la Escudería Repsol que logró entre otros, el título de Campeón de España de Rallyes de la mano de Alberto Ruiz-Giménez.
Durante la década de los noventa, Repsol patrocinó además el informativo meteorológico de Televisión Española, apareciendo su logotipo y su sintonía al inicio de dicho programa.
Además, durante la década de los noventa, Repsol utilizó como sintonía corporativa  un fragmento del tema "Road to Fort Sedgewick" compuesto por John Barry para la película estadounidense Bailando con lobos.